# Estoril Open 2003
L'Estoril Open 2003 è stato un torneo di tennis giocato sulla terra rossa.
È stata la 14ª edizione dell'Estoril Open, che fa parte della categoria International Series  nell'ambito dell'ATP Tour 2003, e della Tier IV nell'ambito del WTA Tour 2003. 
Sia il torneo maschile che quello femminile si sono giocati all'Estoril Court Central di Oeiras in Portogallo, dal 7 al 14 aprile 2003.

## Campioni

### Singolare maschile
Nikolaj Davydenko ha battuto in finale  Agustín Calleri con il punteggio di 6–4, 6–3

### Singolare femminile
Magüi Serna ha battuto in finale  Julia Schruff con il punteggio di 6–4, 6–1

### Doppio maschile
Mahesh Bhupathi /  Maks Mirny hanno battuto in finale  Lucas Arnold Ker /  Mariano Hood con il punteggio di 6–1, 6–2

### Doppio femminile
Petra Mandula /  Patricia Wartusch hanno battuto in finale  Maret Ani /  Emmanuelle Gagliardi con il punteggio di 6(3)–7, 7–6(3), 6–2